# ريو تاكاهاشي (موسيقي)
ريو تاكاهاشي (高橋諒 تاكاهاشي ريو) هو موسيقي ياباني ولد في 11 يناير 1985 في محافظة ميه.

## أعماله في الأنمي

### مسلسلات أنمي تلفزيونية
- أكا: قسم التفتيش الخاص بالقطاع 13
- أهلا بكم في صف سياسة الجدارة
- توكار
- ريغاليا: ذا ثري سيكريد ستارز
- سيتروس
- الأقوى في العالم من خلال مهنة شائعة
- آرغونافيس فروم بانغ دريم!
- سكيت-ليدينغ ستارز

## أعماله في ألعاب الفيديو
- فاينل فانتسي XIV (توزيع الموسيقى)

## وصلات خارجية
- ريو تاكاهاشي (موسيقي) على موقع IMDb (الإنجليزية)
- ريو تاكاهاشي (موسيقي) على موقع ميوزك برينز (الإنجليزية)
- ريو تاكاهاشي (موسيقي) على موقع قاعدة بيانات الفيلم (الإنجليزية)